# Балобаново (Брейтовский район)

Балобаново — деревня в Брейтовском районе Ярославской области. Входит в состав Брейтовского сельского поселения.

## География
Находится в северо-западной части Ярославской области на расстоянии приблизительно 8 км на юг по прямой от административного центра района села Брейтово у левого берега реки Сить.

## История
Была отмечена еще на карте 1798 года. В 1859 году здесь (деревня Мологского уезда Ярославской губернии) было учтено 12 дворов, в 1898 — 16.

## Население
Численность населения: 85 человек (1859 год), 12 (русские 100 %) в 2002 году, 8 в 2010.